# Bing Translator
Bing Translator je storitev, ki jo ponuja podjetje Microsoft v sklopu storitev Bing in omogoča strojno prevajanje dokumentov ali spletnih strani v različne jezike. Storitev se je najprej imenovala Live Search Translator, nato Windows Live Translator. Prevajanje je bilo osnovano na programu Systran, sedaj pa deluje na osnovi programa Microsoft Translation, ki ga razvija raziskovalna ekipa Microsoft Research. Pri prevajanju računalniških besedil Bing uporablja statistično metodo, ki jo je razvilo podjetje Microsoft. Trenutno podpira prevajanje med 31 jeziki, med njimi je tudi slovenščina.

## Oris delovanja
Bing Translator je hibridni sistem za strojno prevajanje naravnih jezikov. Sistem temelji na statističnem strojnem prevajalniku. Ta uporablja tudi pravila, ki so odvisna od jezika, ter določeno mero analize izvornega besedila. Microsoft ta sistem imenuje »jezikovno obveščeno statistično strojno prevajanje«. Sistem je v osnovi statistični sistem za strojno prevajanje na osnovi besednih zvez, ki vključuje jezikovno odvisno analizo besedila, drevesa odvisnosti (ang. dependency trees) ter drevesa skladenjske razčlembe (ang. parse trees) in pravila za poravnavo besed za generalizacijo naučenih fraz.